# Enthalpie libre
L'enthalpie libre, appelée aussi énergie libre de Gibbs ou simplement énergie de Gibbs, est une fonction d'état extensive introduite par Willard Gibbs, et généralement notée G. Le changement d'enthalpie libre {\displaystyle \triangle G} correspond au travail maximal qui peut être extrait d'un système fermé à température et pression fixes, hors le travail dû à la variation de volume.
L'enthalpie libre {\displaystyle G} est reliée à l'enthalpie {\displaystyle H} par la formule {\displaystyle G=H-TS} (où {\displaystyle T} désigne la température et {\displaystyle S} l'entropie), à l'énergie libre {\displaystyle F} par la relation {\displaystyle G=F+PV} (où {\displaystyle P} désigne la pression et {\displaystyle V} le volume) et à l'énergie interne {\displaystyle U} par la relation {\displaystyle G=U+PV-TS}.
Elle est associée au deuxième principe de la thermodynamique, principe d’évolution des systèmes physico-chimiques. Celui-ci énonce que toute transformation réelle s’effectue avec création d’entropie, c’est-à-dire que le bilan entropique, correspondant à la somme des variations d'entropie du système et du milieu extérieur, est positif :
{\displaystyle S_{\mathrm {cr{\acute {e}}{\acute {e}}e} }=\Delta S_{\mathrm {sys} }+\Delta S_{\mathrm {ext} }>0~}
- La fonction entropie peut être utilisée pour l’étude de l’évolution d’un système thermodynamique. En effet, pour un système isolé, l’entropie passe par un maximum à l’équilibre, donc toute évolution doit aller dans ce sens.
- En général, intuitivement on pense qu’un équilibre stable est atteint lorsque l’énergie est minimale. C’est le cas de l’énergie potentielle (gravitation, électromagnétisme, etc.) Dans le cas de l’entropie, il faut étudier, en plus du système, l’évolution de l’entropie du milieu extérieur.

Gibbs a défini une nouvelle fonction qui prend en compte ces deux remarques.
L’enthalpie libre {\displaystyle G} se comporte en effet comme une fonction potentielle et intègre le comportement du milieu extérieur. De plus, elle est la fonction d'état la plus appropriée pour étudier les équilibres chimiques réalisés à température {\displaystyle T} et à pression {\displaystyle P} constantes, ce qui est le lot de nombreuses réactions effectuées à l'air libre, à la pression atmosphérique.

## Définition
Considérons une réaction chimique effectuée à la température {\displaystyle T} et à pression constante {\displaystyle P}. On suppose ici que le travail n’est dû qu’aux forces de pression (pas de montage électrochimique donnant du travail électrique). Soit {\displaystyle Q_{P}} la chaleur mise en jeu par le système réactionnel. Comme la pression {\displaystyle P} est constante, la variation d'enthalpie du système est égale à la chaleur mise en jeu : {\displaystyle \Delta H_{\mathrm {sys} }=Q_{P}}.
Appliquons le second principe :
{\displaystyle S_{\mathrm {cr{\acute {e}}{\acute {e}}e} }=\Delta S_{\mathrm {sys} }+\Delta S_{\mathrm {ext} }>0}
Or la chaleur fournie par le système est reçue par le milieu extérieur et réciproquement, donc son signe change lorsque l'on se place au niveau du système ou du  milieu extérieur (règle des signes). 
La variation d’entropie du milieu extérieur devient : {\displaystyle \Delta S_{\mathrm {ext} }=-{\frac {Q_{P}}{T}}=-{\frac {\Delta H_{\mathrm {sys} }}{T}}}.
Le bilan entropique s’écrit :
{\displaystyle S_{\mathrm {cr{\acute {e}}{\acute {e}}e} }=\Delta S_{\mathrm {sys} }-{\frac {\Delta H_{\mathrm {sys} }}{T}}>0}.
Multiplions les deux membres de cette inégalité par {\displaystyle -T}, on obtient : 
{\displaystyle -TS_{\mathrm {cr{\acute {e}}{\acute {e}}e} }=\Delta H_{\mathrm {sys} }-T\Delta S_{\mathrm {sys} }<0}.
On obtient la nouvelle fonction d’état : {\displaystyle G=H-TS}.
À température et pression constante  {\displaystyle \Delta G_{T,P}(sys)=\Delta H_{\mathrm {sys} }-T\Delta S_{\mathrm {sys} }=-TS_{\mathrm {cr{\acute {e}}{\acute {e}}e} }<0}
La réaction ne peut se produire que dans le sens correspondant à la diminution de la fonction {\displaystyle G_{T,P}(sys)} ; l’équilibre étant atteint pour le minimum de {\displaystyle G_{T,P}(sys)}.
Du fait de la relation G = H - TS (= U - TS + PV), G, H et U ont la même dimension, G est donc homogène à une énergie. Son unité dans le Système international est le joule.

## Différentielle de G = H − TS
{\displaystyle \mathrm {d} G=\mathrm {d} H-T\mathrm {d} S-S\mathrm {d} T}
or {\displaystyle H=U+PV}
{\displaystyle \mathrm {d} H=\mathrm {d} U+P\mathrm {d} V+V\mathrm {d} P}
{\displaystyle \mathrm {d} G=\mathrm {d} U+P\mathrm {d} V+V\mathrm {d} P-T\mathrm {d} S-S\mathrm {d} T}
Premier principe :
{\displaystyle \mathrm {d} U=\delta Q+\delta W=\delta Q-P.\mathrm {d} V+\delta W'}
Le travail correspond soit aux forces de pression {\displaystyle -P.\mathrm {d} V} soit au travail électrique dans un montage de pile {\displaystyle \delta W'}.
{\displaystyle \mathrm {d} G=\delta Q-P\mathrm {d} V+\delta W'+P\mathrm {d} V+V\mathrm {d} P-T\mathrm {d} S-S\mathrm {d} T=\delta Q+\delta W'+V\mathrm {d} P-T\mathrm {d} S-S\mathrm {d} T~}
Second principe :
{\displaystyle \mathrm {d} S_{\mathrm {sys} }={\frac {\delta Q_{\mathrm {r{\acute {e}}v} }}{T}}}
d’où {\displaystyle \delta Q_{\mathrm {r{\acute {e}}v} }=T\mathrm {d} S}
{\displaystyle \mathrm {d} G=T.\mathrm {d} S+\delta W'_{\mathrm {r{\acute {e}}v} }+V\mathrm {d} P-T\mathrm {d} S-S\mathrm {d} T=\delta W'_{\mathrm {r{\acute {e}}v} }+V\mathrm {d} P-S\mathrm {d} T}
Il s'ensuit:
| {\displaystyle \mathrm {d} G=V\mathrm {d} P-S\mathrm {d} T+\delta W'_{\mathrm {r{\acute {e}}v} }} |

### Variation en fonction de la température et de la pression
En absence de travail électrique, la différentielle de G (fonction d'état) devient tout simplement :
{\displaystyle dG=V\mathrm {d} P-S\mathrm {d} T=\left({\frac {\partial G}{\partial P}}\right)_{T}.\mathrm {d} P+\left({\frac {\partial G}{\partial T}}\right)_{P}.\mathrm {d} T}
ce qui conduit directement aux relations de Maxwell:
{\displaystyle \left({\frac {\partial G}{\partial P}}\right)_{T}=V\quad et\quad \left({\frac {\partial G}{\partial T}}\right)_{P}=-S}
La dérivée par rapport à la température peut aussi être exprimée sous forme de la relation de Gibbs-Helmholtz, à savoir {\displaystyle \left({\frac {\partial \left({\frac {G}{T}}\right)}{\partial T}}\right)_{P}=-{\frac {H}{T^{2}}}}.

### Cas d'une pileréversiblequi fonctionne àTetPconstantes
Une pile électrique est un dispositif particulier qui permet de transformer l'énergie chimique mise en jeu au cours d'une réaction d'oxydo-réduction, en énergie électrique fournie au milieu extérieur : {\displaystyle W'}. Si la pile débite un faible courant, on peut considérer que la réaction se produit de façon proche de la réversibilité et qu'ainsi, à chaque instant, l'état de la pile est proche d'un état d'équilibre. Ce mode de fonctionnement peut être réalisé en introduisant dans le circuit extérieur une contre tension proche, à un {\displaystyle \varepsilon } près, de la force électromotrice de la pile.
Dans ces conditions, à {\displaystyle T} et {\displaystyle P} constantes :
{\displaystyle \mathrm {d} G=\delta W'_{\mathrm {r{\acute {e}}v} }} et pour une transformation finie :{\displaystyle \Delta G_{T,P}=W'_{\mathrm {r{\acute {e}}v} }}
La variation d’enthalpie libre dans une pile réversible correspond au travail électrique fourni au milieu extérieur.
Si la pile n’est pas réversible comme toute pile réelle, le deuxième principe s’applique par l’inégalité de Clausius (voir entropie): {\displaystyle \mathrm {d} S_{\mathrm {sys} }>{\frac {\delta Q_{\mathrm {irr{\acute {e}}v} }}{T}}}.
En reprenant les calculs, on aboutit à l’inégalité suivante :
{\displaystyle \Delta G_{T,P}<W'_{\mathrm {irr{\acute {e}}v} }}
Il s'ensuit: {\displaystyle W'_{\mathrm {r{\acute {e}}v} }<W'_{\mathrm {irr{\acute {e}}v} }} et comme le travail fourni par le système électrochimique est négatif d'après la règle des signes, il faut prendre en compte la valeur absolue de ce travail :
| {\displaystyle \|W'_{\mathrm {r{\acute {e}}v} }\|>\|W'_{\mathrm {irr{\acute {e}}v} }\|~} |

Le travail électrique fourni par la pile est plus important si la pile se rapproche d’un fonctionnement réversible, c’est-à-dire avec un déséquilibre de tension faible. L’irréversibilité se manifeste ici par effet Joule.
Remarque
Dans le cas de la charge d'un accumulateur par un dispositif extérieur, le système subit une transformation contrainte qui est le contraire de la transformation spontanée observée dans la décharge d'une pile. Il s'ensuit que la variation de l'enthalpie libre du système est alors positive. Ce n'est plus une transformation spontanée.

### Cas d’une réaction chimique àTetPconstantes,irréversiblepar nature
S’il n’y a pas de montage de pile, il n’y a pas de travail électrique, {\displaystyle \delta W'=0}.
La réaction chimique est irréversible et le deuxième principe s’applique par l’inégalité de Clausius (voir entropie) :  {\displaystyle \mathrm {d} S_{\mathrm {sys} }>{\frac {\delta Q_{\mathrm {irr{\acute {e}}v} }}{T}}}.
Si on reprend les calculs de la différentielle dG, on obtient alors l’inégalité :
{\displaystyle \mathrm {d} G<V.\mathrm {d} P-S.\mathrm {d} T~}
Or ici {\displaystyle T} et {\displaystyle P} sont constantes:
{\displaystyle \mathrm {d} G_{T,P(\mathrm {sys} )}<0} et pour une réaction chimique réelle: {\displaystyle \Delta G_{T,P(\mathrm {sys} )}<0}
On peut exprimer la variation d'enthalpie libre en fonction de l'entropie créée:
{\displaystyle S_{\mathrm {cr{\acute {e}}{\acute {e}}e} }=\Delta S_{\mathrm {sys} }+\Delta S_{\mathrm {ext} }>0}
{\displaystyle S_{\mathrm {cr{\acute {e}}{\acute {e}}e} }=\Delta S_{\mathrm {sys} }-{\frac {\Delta H_{\mathrm {sys} }}{T}}}, multiplions par {\displaystyle -T}
{\displaystyle -T.S_{\mathrm {cr{\acute {e}}{\acute {e}}e} }=-T\Delta S_{\mathrm {sys} }+\Delta H_{\mathrm {sys} }}
Il s'ensuit:
| {\displaystyle \Delta G_{T,P(\mathrm {sys} )}=-T.S_{\mathrm {cr{\acute {e}}{\acute {e}}e} }<0} |

Par conséquent toute réaction chimique ne peut progresser que si l’enthalpie libre du système réactionnel diminue. Lorsque cette fonction atteint un minimum, le système est à l’équilibre.
La fonction {\displaystyle G_{T,P(\mathrm {sys} )}} permet donc de définir le sens de la réaction et son positionnement à l’équilibre. C’est la fonction la plus importante pour l’étude des équilibres chimiques.
Remarque : Un changement d'état physique peut être considéré comme une réaction chimique particulière qui peut être effectuée en se rapprochant de la réversibilité. Par exemple la fusion de la glace peut être effectuée à 0 °C + ε . Dans ce cas l'entropie créée est proche de zéro. Il s'ensuit que {\displaystyle \Delta G_{T,P(\mathrm {sys} )}\approx 0}. C'est pourquoi on parle alors d'équilibre de changement d'état.